# Dolmen di Poulnabrone

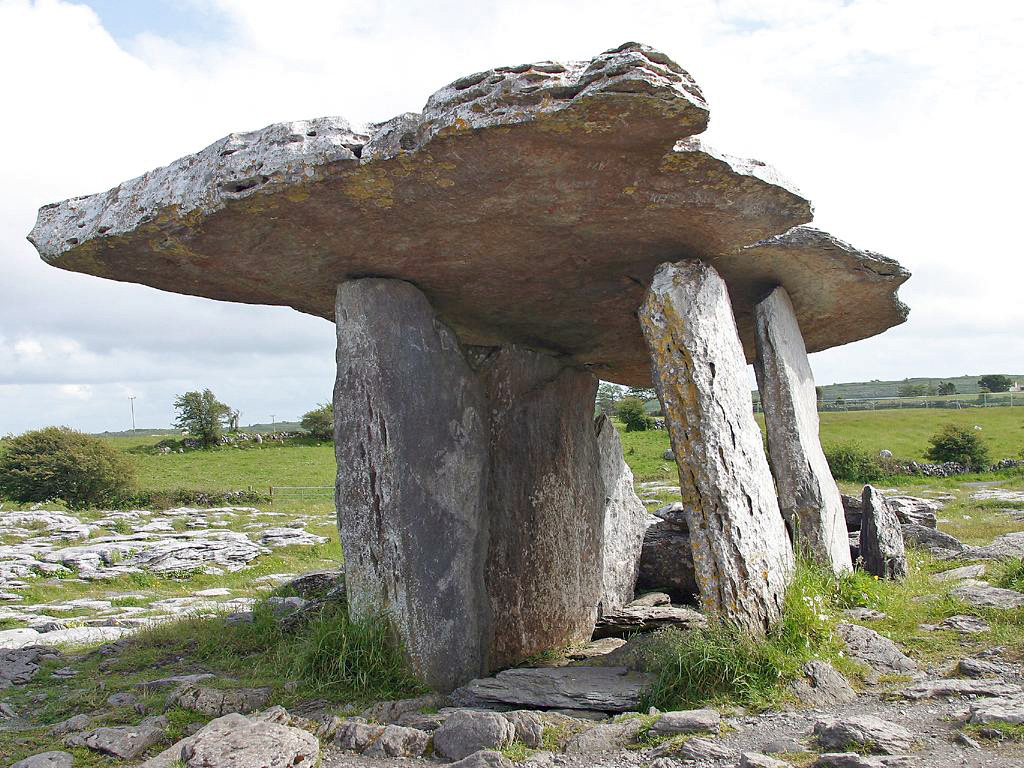
Dolmen di Poulnabrone.

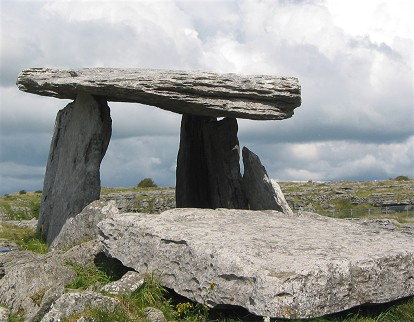
Dolmen di Poulnabrone.

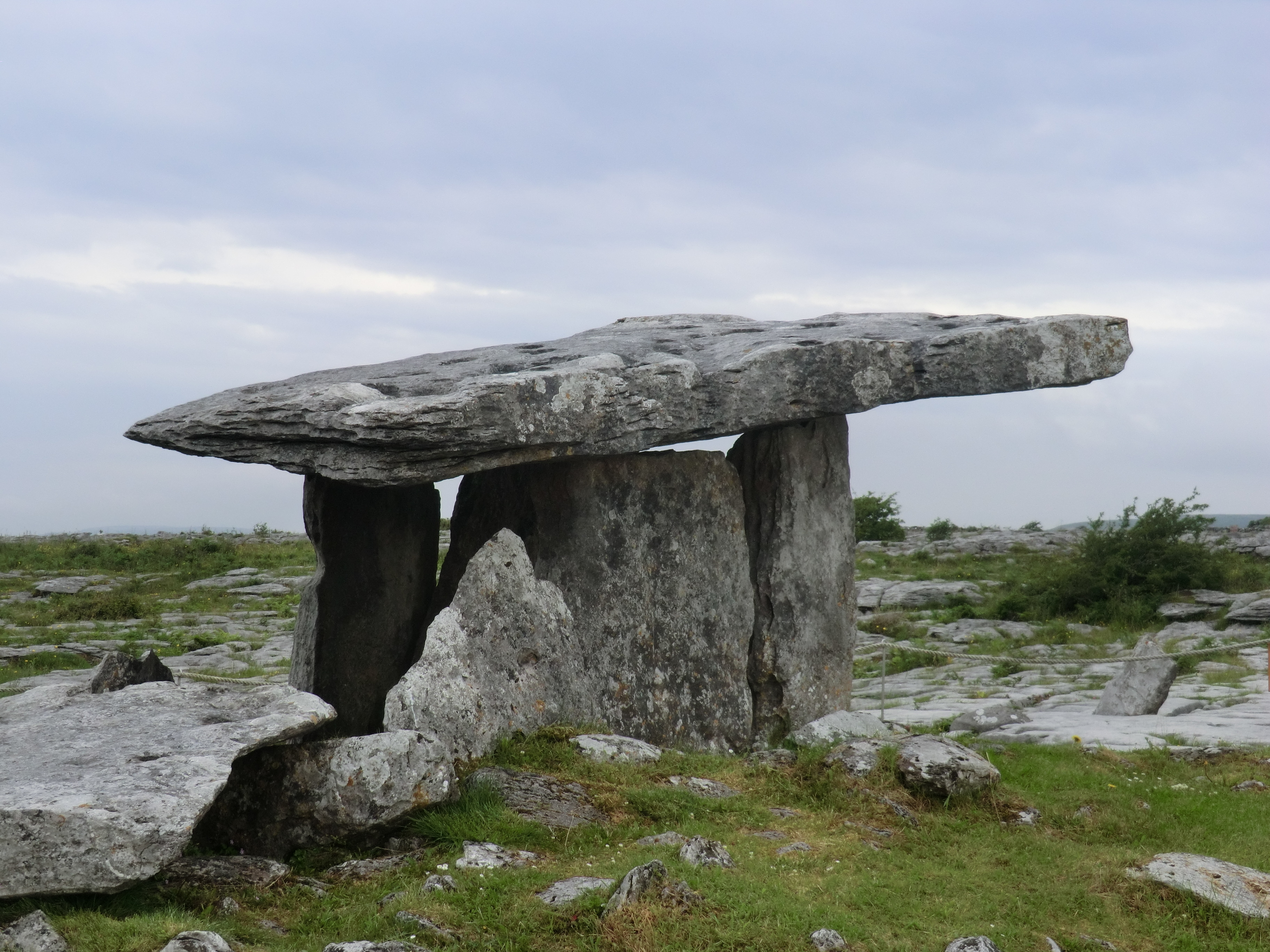
Dolmen di Poulnabrone.

Il dolmen di Poulnabrone (Poll na mBrón in irlandese, traducibile come Buco dei Dolori) è un antico dolmen situato nel Burren, in Irlanda. Risale pressappoco al neolitico, tra il 4.200 e il 2.900 a.C.. È costituito da una lastra di 3,6 metri di lunghezza supportata da due sottili lastre poste in verticale. Nelle vicinanze si trova anche un tumulo di pietre che probabilmente serviva a stabilizzare la tomba, in origine molto più alta.
Nel 1985 fu scoperta in una delle pietre una crepa che causò, 
successivamente, il crollo della struttura. La pietra crepata venne sostituita e il monumento restaurato; gli scavi eseguiti hanno messo in luce i resti di almeno 22 tra adulti e bambini, che erano stati sepolti sotto il monumento. Con i defunti furono sepolti diversi oggetti personali, inclusa un'ascia di pietra levigata, un ciondolo di osso, cristalli di quarzo, armi e ceramiche. In piena età del bronzo, circa nel 1.700 a.C., un neonato fu sepolto nel portico, appena fuori dall'ingresso.
Il dolmen domina il paesaggio di pietra calcarea del Burren, tanto che la tomba rimase un centro rituale importante fino al periodo celtico.